# 靈糧全球使徒性網絡
靈糧全球使徒性網絡（英語：BOL Global Apostolic Network, BGAN）於2009年由時任卸任台北靈糧堂主任牧師周神助成立，棣屬台北靈糧堂，2012年7月社團法人台灣愛鄰社區服務協會納入該組織中。現任主席為周神助牧師，執行長為周莊碧明牧師。

## 階段性事工
1. 聯結堂會
2. 傳遞異象
3. 關懷同工
4. 整合資源
5. 發展事工
6. 諮詢會務

## 靈糧網絡
目前將台灣分為八個區域、海外分為五個區域。全球共469間分堂。
- 臺灣：（189間）
- 歐洲：（19間）
- 非洲：（76間）
- 大洋洲：（23間）
- 亞洲：（105間）
- 美洲：（63間）

## 外部連結
- 靈糧全球使徒性網絡 （页面存档备份，存于）
- 台北靈糧堂 （页面存档备份，存于）
- 社團法人台灣愛鄰社區服務協會 （页面存档备份，存于）